# Martha Chávez
Martha Gladys Chávez Cossío (Bellavista, 12 de enero de 1953) es una abogada y política peruana. Fue congresista de la república como miembro del fujimorismo durante 5 periodos y la primera mujer en ejercer la presidencia del Congreso de la República en 1995. Fue también congresista constituyente en 1992.

## Biografía
Nació en el distrito de Bellavista, ubicado en la ciudad del Callao, el 12 de enero de 1953. Es hija de Gerardo Chávez Manrique y de Martha Cossío Fernández, creció al lado de cinco hermanos, cuatro varones y una mujer. 
Realizó los estudios de primaria y secundaria en el Colegio Santa Ana, en el distrito de San Miguel, ubicado en la ciudad de Lima. Luego, ingresó a la Pontificia Universidad Católica del Perú, en la cual estudió la carrera de Derecho y obtuvo el título de abogada. Posteriormente estudió una Maestría en Derecho Internacional Económico en la Pontificia Universidad Católica del Perú, y estudios de especialización en Organismos Internacionales y Desarrollo en la Universidad de Piura en convenio con la Universidad de Roma La Sapienza.
En 1974 ingresó como asistente del Ministerio de Trabajo, donde trabajó en la Oficina General de Asesoría Jurídica hasta finalmente desempeñarse como abogada.
De 1984 a 1992 fue asociada en el estudio Rubio, Leguía, Normand y Asociados, bajo la asistencia del doctor Joaquín Leguía Gálvez.

### Matrimonio y descendencia
Está casada con el periodista Javier Ocampo Ponce y tiene una hija, Martha Gracia Camila.

## Carrera política
En junio de 1992, Chávez es convocada por el presidente Alberto Fujimori para ocupar la secretaría del Consejo de Ministros de la presidencia de la república, cargo que ejerció hasta 1992 tras sus intenciones de postular a un cargo público.

### Congresista Constituyente
En las elecciones de 1992, Chávez se apuntó a la alianza Cambio 90 - Nueva Mayoría de Alberto Fujimori y postuló al Congreso Constituyente Democrático donde logró ser elegida para el periodo 1992-1995.
Durante su gestión en el CCD, Chávez se desempeñó como presidenta de la Comisión de Fiscalización y secretaria de la Comisión de Constitución presidida por Carlos Torres y Torres Lara. Martha Chávez se caracterizó por ser, junto con Luz Salgado y Carmen Lozada, una de las fuertes defensoras del presidente Alberto Fujimori, donde cuestionó la matanza contra los estudiantes de la Universidad La Cantuta generadas por el Grupo Colina y afirmó que los estudiantes se habían "autosecuestrado".

### Congresista de la República
Al culminar su gestión como constituyente, Chávez participó en las elecciones generales de 1995 y postuló nuevamente al Congreso de la República en las elecciones parlamentarias encabezando la lista única. Finalmente, logró ser elegida como congresista de la república con la mayor votación, obteniendo 489 472 votos, para el periodo parlamentario 1995-2000.

### Presidenta del Congreso
En la instalación del periodo 1995-2000, Chávez fue presentada como candidata a la presidencia de la Mesa Directiva del Congreso de la República y compitió contra el opositor Daniel Estrada de Unión por el Perú. Culminando la elección, Martha Chávez logró ser elegida como presidenta del Congreso de la República y siendo la primera mujer en la historia del Perú en ejercer dicho cargo. Juramentó para el periodo legislativo 1995-1992 y fue acompañada por Víctor Joy Way como primer vicepresidente, Carlos Torres y Torres Lara como segundo vicepresidente y Samuel Matsuda Nishimura como tercer vicepresidente. De acuerdo a la encuesta de la Universidad de Lima durante su presidencia, Martha Chávez, superó la popularidad del presidente  Alberto Fujimori, caso único en la política peruana en donde la titular del Poder Legislativo supera la popularidad del titular del Ejecutivo.
Durante sus años como congresista presidió las comisiones de Defensa Nacional, Orden Interno e Inteligencia, de Relaciones Exteriores y de Fiscalización. Fue también representante de las mujeres parlamentarias de América Latina ante la Unión Interparlamentaria de 1996 al 2000.[cita requerida]
Chávez también fue cuestionada debido a su defensa a Vladimiro Montesinos, entonces asesor presidencial Alberto Fujimori, de sus vínculos con el narcotráfico y su total control de toda las Fuerzas Armadas. También promovió la cuestionada rerreelección de Fujimori para un tercer gobierno y votó en contra del referéndum de 1998 que tenía el objetivo de frenar el régimen fujimorista. Chávez también se mostró a favor de la ilegal destitución de los magistrados del Tribunal Constitucional.
En las elecciones generales del año 2000, Chávez postuló por segunda vez al Congreso de la República como parte de la alianza Perú 2000, donde dicha campaña fue cuestionada de fraude y por la intromisión de Montesinos en las instituciones electorales. Chávez fue reelegida para el periodo parlamentario 2000-2005.
Ejerció aquí como vicepresidenta de la Comisión de Constitución. Chávez fue crítica de la Marcha de los Cuatro Suyos encabezada por el líder opositor Alejandro Toledo, en donde terruqueó a los manifestantes contra el régimen de Fujimori y los acusó sin pruebas de formar parte de Sendero Luminoso. Luego en septiembre del mismo año, ante la publicación de los Vladivideos, Chávez salió ante los medios de comunicación y generó polémicas al pedir un peritaje respecto al video. Tras esto, Alberto Fujimori decidió recortar su mandato presidencial y convocar a nuevas elecciones generales para el año 2001, sin embargo, este terminó por viajar a Japón y renunciar a la presidencia de la república mediante un fax. Chávez trató de justificar la fuga de Fujimori y lo defendió cuando el Congreso de la República planteó la vacancia presidencial contra Alberto Fujimori por incapacidad moral, lo cual luego resultó tener éxito con la mayoría de votos.
Luego de culminar su breve gestión tras la caída del régimen fujimorista, Chávez nuevamente postuló al Congreso de la República por Cambio 90 - Nueva Mayoría y fue elegida, con 142 133 votos, para el periodo 2001-2006.
Al juramentar para su cuarto periodo congresal, Chávez fue insultada y abucheada por manifestantes en el parlamento tras su complicidad con el gobierno de Fujimori y cuando se le tomó juramento, Chávez juró "Por la paz interna y externa, y para librar al Perú de los falsos demócratas y falsos moralizadores".
En junio del 2002, Chávez fue suspendida del Congreso de la República tras ser denunciada por los delitos de corrupción tras revelarse de su complicidad con Vladimiro Montesinos y de haber recibido dinero para financiar su campaña congresal mediante Resolución Legislativa 018-2001-CR. Pese a su suspensión, el entonces presidente del Congreso, Henry Pease, impidió la participación de Chávez en temas relacionados con la seguridad nacional.
Tras un largo proceso judicial e investigaciones, Chávez sorpresivamente quedó absuelta de los cargo en el año 2005 y el Poder Judicial resolvió reincorporarla al Congreso de la República. Chávez se reincorporó al Congreso el 14 de diciembre del 2005.

### Candidata presidencial en 2006
Para las elecciones generales del año 2006, se pretendía postular al prófugo Alberto Fujimori nuevamente para la presidencia de la república por el partido Sí Cumple, sin embargo, su candidatura fue denegada por el Jurado Nacional de Elecciones debido a sus juicios pendientes con el estado. Tras esto, el fujimorismo decidió formar una alianza política con todos sus movimientos partidarios y acordaron presentar a Martha Chávez, quien ejercía la presidencia del partido Nueva Mayoría, como la candidata presidencial del fujimorismo por la Alianza por el Futuro. en donde obtuvo el 5.º lugar de las preferencias con 912 420 votos, obteniendo 7,43 % de los resultados. Para la segunda vuelta de dichas elecciones, Chávez mostró su apoyo a la candidatura del líder del Partido Aprista Peruano, Alan García contra Ollanta Humala de Unión por el Perú.

## Regreso al Congreso
En las elecciones generales del 2011, Chávez fue presentada por Keiko Fujimori como una de sus candidatas al Congreso de la República por Fuerza 2011. Esto fue cuestionado debido al presunto regreso del fujimorismo de los años 90s. Nuevamente logró ser elegida congresista para el periodo 2011-2016.
En julio del 2011, durante la toma de mando de Ollanta Humala para asumir la presidencia de la república, Chávez protagonizó un incidente en la asunción de mando debido al juramento de Humala por la Constitución de 1979 en rechazo de la Constitución de 1993 realizada por Fujimori. Un mes después, con 72 votos a favor, 35 en contra y 10 abstenciones, el parlamento aprobó la suspensión por 120 días a Chávez por su comportamiento durante la ceremonia de investidura del expresidente Ollanta Humala. El 1 de diciembre de 2011 se reincorporó al Congreso de la República después de 120 días de suspensión.
Durante este periodo congresal, Chávez presidió la Comisión de Trabajo y Seguridad Social (2014-2015) y fue secretaria de la Comisión de Justicia (2013-2014). Además, integró las comisiones de Defensa Nacional y Orden Interno, Constitución y Reglamento, Justicia y Derechos Humanos y la Subcomisión de Acusaciones Constitucionales.
Una de las propuestas más controvertidas fue el proyecto de ley para establecer el «régimen de unión solidaria», una alternativa a la unión civil entre personas del mismo sexo. Este proyecto establece los derechos patrimoniales y de seguridad social para sus beneficiarios, pero no reconoce vínculos de parentesco.
Luego de culminar su quinta gestión, Chávez decidió momentáneamente alejarse del ámbito político.
En las elecciones parlamentarias extraordinarias del 2020, Chávez volvió a postular al Congreso encabezando la lista de Lima Metropolitana de Fuerza Popular. Resultó elegida por sexta vez, obteniendo la tercera votación más alta con 181 640 votos, para la continuación del periodo parlamentario 2016-2021.
En dicha gestión, formó parte de las comisiones de Constitución y Reglamento, Justicia y Derechos Humanos e Inteligencia. De la misma forma, perteneció a la Comisión Permanente y a la Subcomisión de Acusaciones Constitucionales; así como de las ligas parlamentarias entre Italia, Indonesia, Rusia, China y Marruecos.
En septiembre del 2020, votó a favor de declarar la vacancia por incapacidad moral del expresidente Martín Vizcarra en el primer proceso de vacancia que no tuvo éxito. Luego en noviembre del 2020, votó nuevamente a favor de la vacancia contra Martín Vizcarra en el segundo proceso, lo cual fue aprobada por 105 parlamentarios el 9 de noviembre del 2020.
Apoyó al gobierno de transición encabezado por Manuel Merino, lo cual no tuvo éxito tras las marchas contra el gobierno. En la votación sobre la renuncia de Manuel Merino, Chávez fue la única que votó en contra ya que consideraba que Merino debía seguir siendo presidente.
Generó polémicas debido a su crítica racista contra el ex-primer ministro Vicente Zeballos, quien fue nombrado como embajador de la Organización de los Estados Americanos.

## Servicio congresal
| Cargos públicos           | Cargos públicos | Cargos públicos | Cargos públicos | Cargos públicos         | Cargos públicos     |
| Cargo                     | Rama            | Circunscripción | Elegido         | Inicio del periodo      | Fin del periodo     |
| ------------------------- | --------------- | --------------- | --------------- | ----------------------- | ------------------- |
| Congresista Constituyente | Legislativo     | Nacional        | 1992            | 26 de noviembre de 1992 | 26 de julio de 1995 |
| Congresista               | Legislativo     | Nacional        | 1995            | 27 de julio de 1995     | 26 de julio de 2000 |
| Congresista               | Legislativo     | Nacional        | 2000            | 27 de julio de 2000     | 26 de julio de 2001 |
| Congresista               | Legislativo     | Lima            | 2001            | 27 de julio de 2001     | 26 de julio de 2006 |
| Congresista               | Legislativo     | Lima            | 2011            | 27 de julio de 2011     | 26 de julio de 2016 |
| Congresista               | Legislativo     | Lima            | 2020            | 16 de marzo de 2020     | 26 de julio de 2021 |